# Sköldinge tegelbruk
Sköldinge tegelbruk var ett tegelbruk i Sköldinge socken. Det uppfördes åren 1917-18, med ringugn och elektrisk drift. Nedlagt år 1961. År 1928 tillverkades 1,8 miljoner tegel. Det var en av landets största tillverkare av porösa mellanväggsplattor.